# قسم صالح أباد الريفي (مقاطعة بهار)
قسم صالح أباد الريفي (بالفارسية: دهستان صالح‌آباد) هي منطقة ريفية تقع في إيران في Salehabad District. يقدر عدد سكانها بـ 10,767 نسمة .